# 鎮海福安宮
鎮海福安宮，臺灣澎湖縣廟宇，白沙鄉鎮海村公廟，鎮海澳角頭廟之一，主祀哪吒三太子。

## 沿革
「鎮海」亦作「鎮海港」，位於澎湖北山嶼南段偏北，明代天啟四年（1624年），因荷蘭東印度公司在澎湖媽宮風櫃尾築建城砦，明軍為驅逐荷蘭軍隊，便在澎湖各處堆砌土城，截斷荷軍海路補給，順利迫使荷軍離開澎湖，鎮海便為其中一築城地點，惟明軍隨荷軍退離亦撤守土城，其土城早於清季坍塌圯毀，僅有寥寥城跡殘存於現址。
自明代有信史起，鎮海便常為水師駐兵據點，防範海寇，故而名之，清領時期屬「鎮海澳」，日治時期改隸「白沙庄」，1945年二戰後改稱「白沙鄉」，在不同時期先後與鄰近的「港子村」以及「城前村」合併，實施地方自治後自成一村，延續迄今。
鎮海福安宮主祀哪吒三太子，碑載廟宇開基年份為明萬曆廿四年（1595年），但根據大明洪武年間即頒布海禁，浙江、福建、廣東沿海厲行「墟地徙民」政策，原自宋代即有紀錄的澎湖住民亦被強制遷徙至福建泉州府，澎湖當地除軍兵之外、無普通百姓久居，直到邊境海禁鬆弛約起於明末崇禎、南明之際，澎湖始有較多百姓徙入，故鎮海福安宮建於萬曆年間之說，在無其他文獻或文物佐證下，實難以成立。:18-30
根據日治時期明治30年（1897年）間，澎湖廳進行全澎社寺調查，報告書載鎮海福安宮建於250年前後，推算約莫為南明永曆元年（1647年）左右起建，為較可信的說法。此外，鎮海福安宮內藏「萬邦咸寧」古匾，匾額落款嘉慶丁丑年，故福安宮最早可考建廟於嘉慶廿二年、即公元1817年之前。
鎮海福安宮清領時期乃有咸豐五年（1855年）、由陳傳主導的重修紀錄。日治時期修建紀錄兩次，分別為明治43年（1910年）的丁勝、昭和六年（1931年）則由丁山發起組織，至昭和14年（1939年）落成的重修工程。
1945年二戰結束後，重修工程先有民國39年（1950年）的陳三餘首倡，嗣有民國59年（1970年）以及民國74年（1985年）的鄭天築，根據民國74年（1985年）竣工的廟宇外貌，古樸雅緻，楹聯樑柱刻以行草、八分書等字體，廟柱上聯書以岐頭、下聯揮毫以港尾（今講美村）等地名入聯，反應出鎮海位居扼守澎湖內海之鑰地位，廟頂剪粘七彩龍鳳，斗栱鑿以酒仙童子（酒仚童子），龍虎堵兩側壁垣悉以玄武岩打造，可謂巧奪天工。
民國97年（2008年），鎮海福安宮發起戰後第四次重修，依然由鄭天築出任總董事，陳文淵擔任副主任委員，工程歷時兩年、耗資新台幣1800萬元，順利於民國99年（2010年）入火安座，即為今貌。

## 圖輯

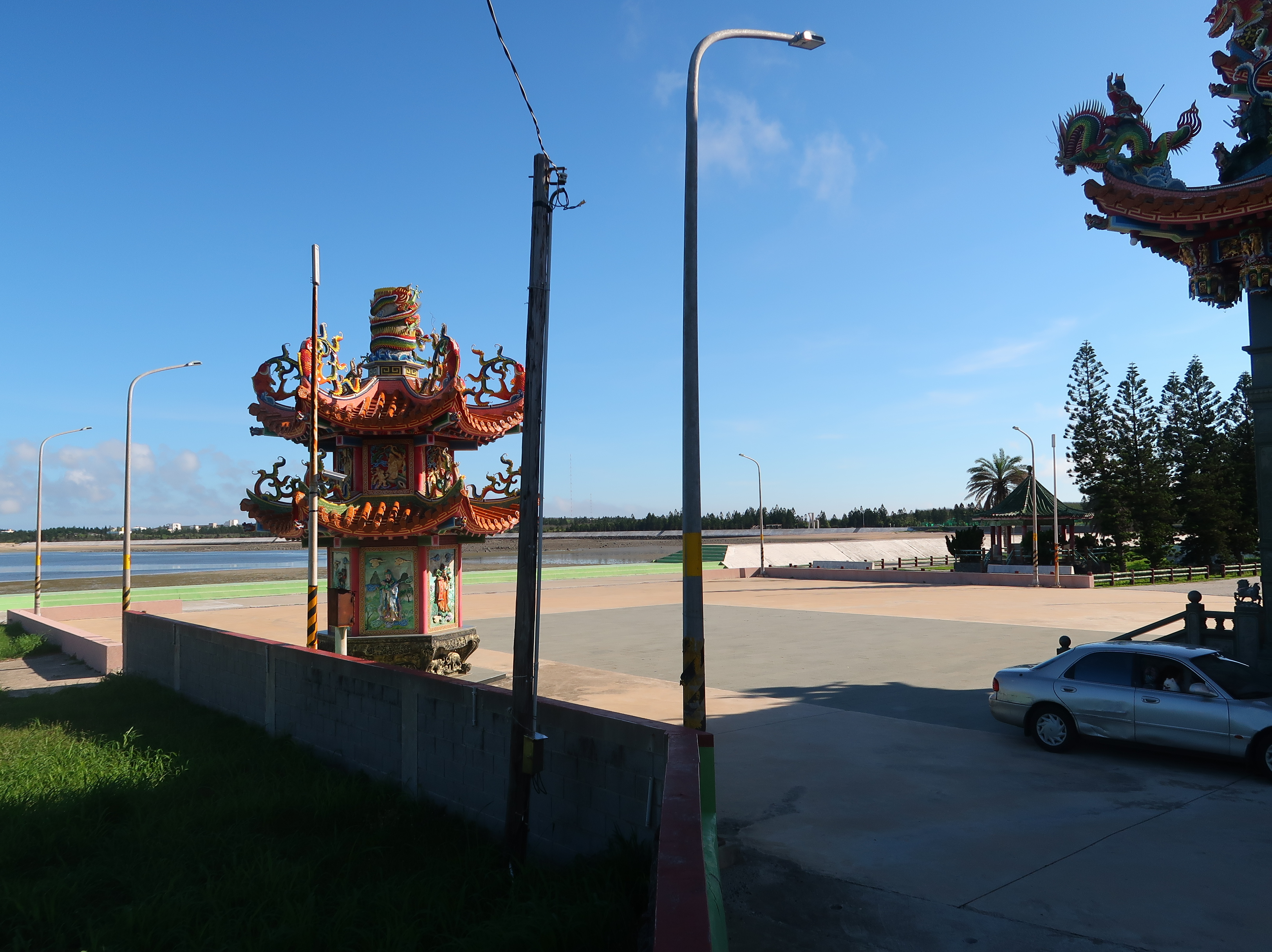
廟埕、鎮海漁港
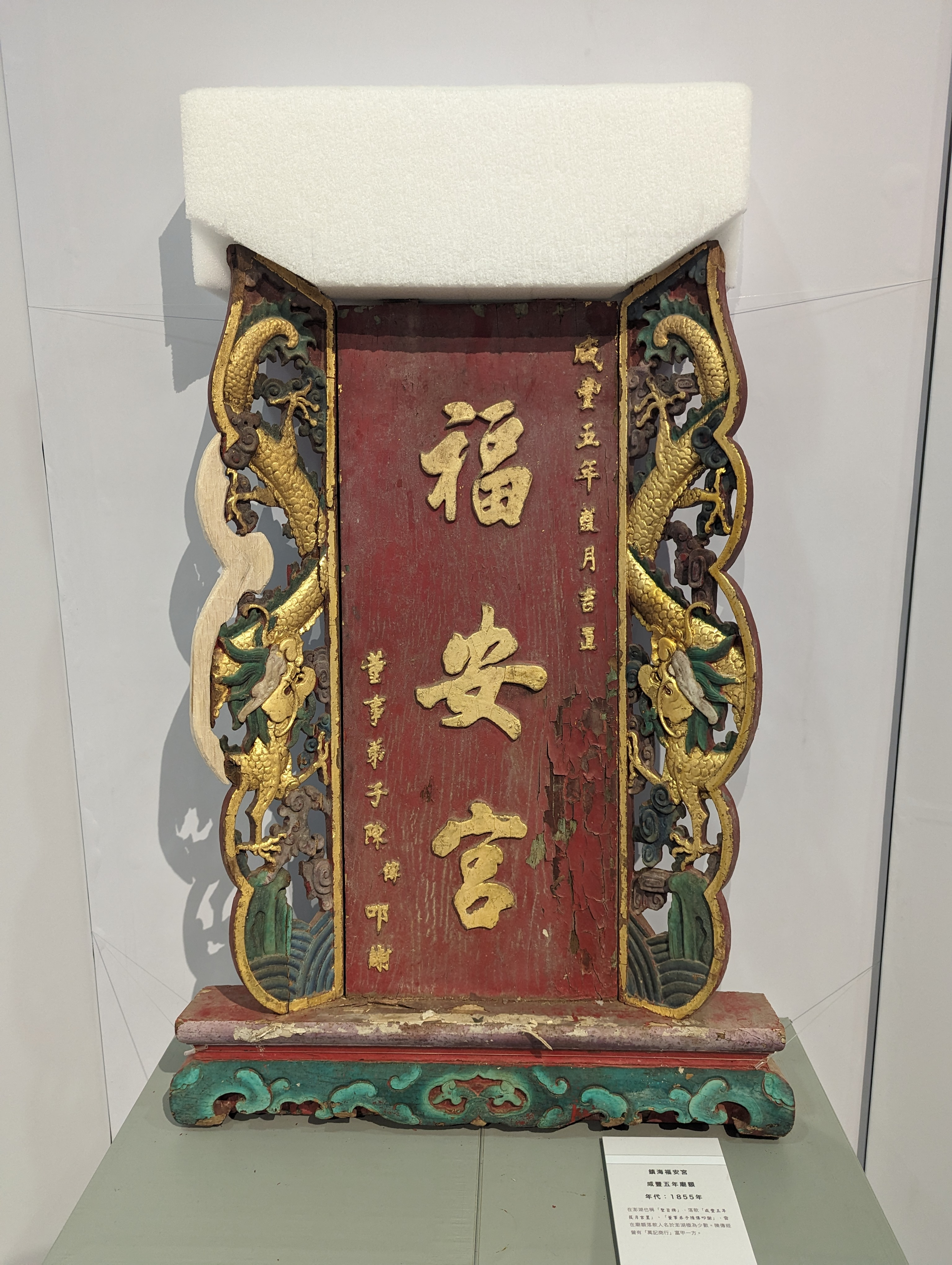
福安宮聖旨牌
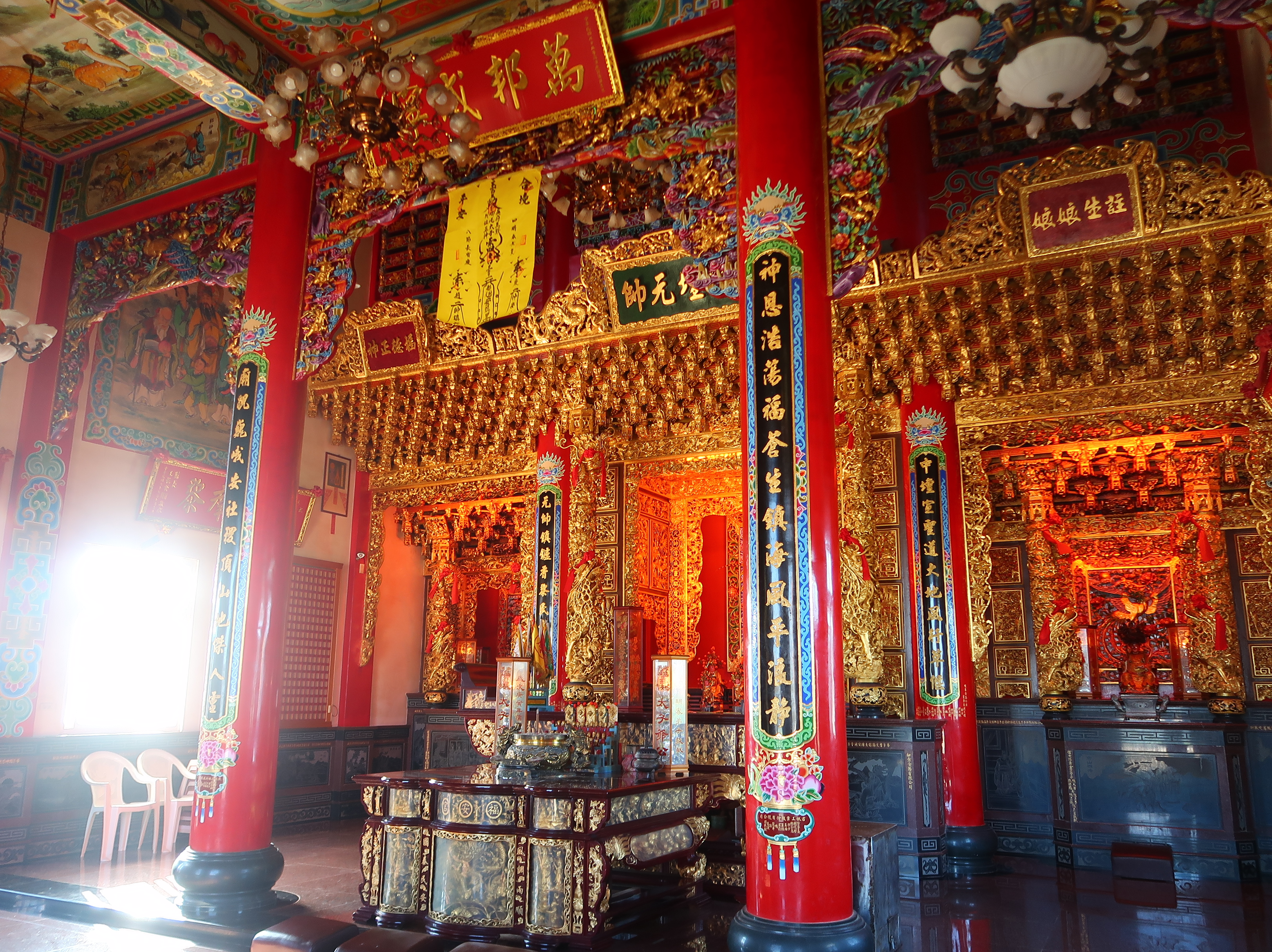
神明廳
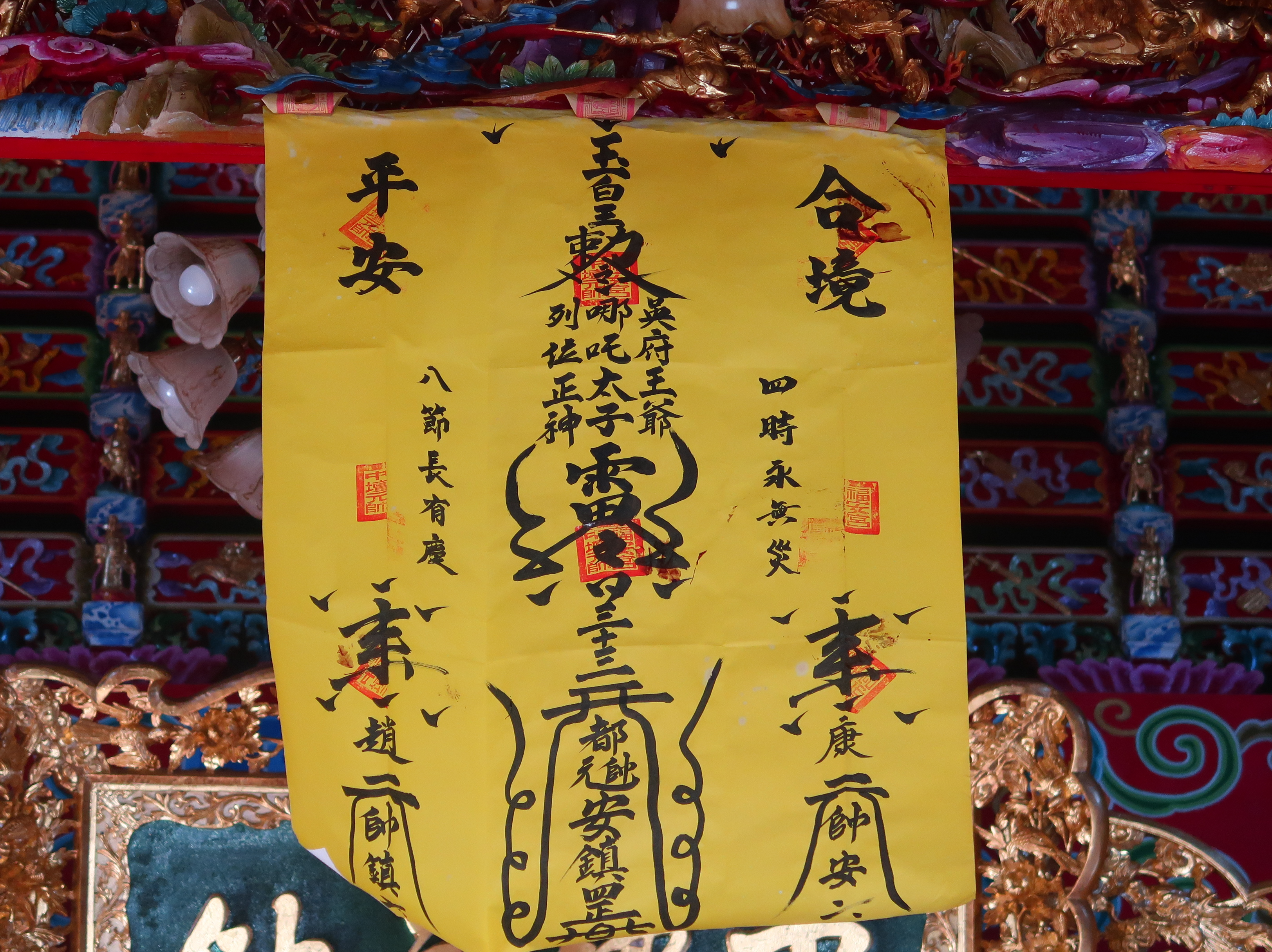
大福雷令
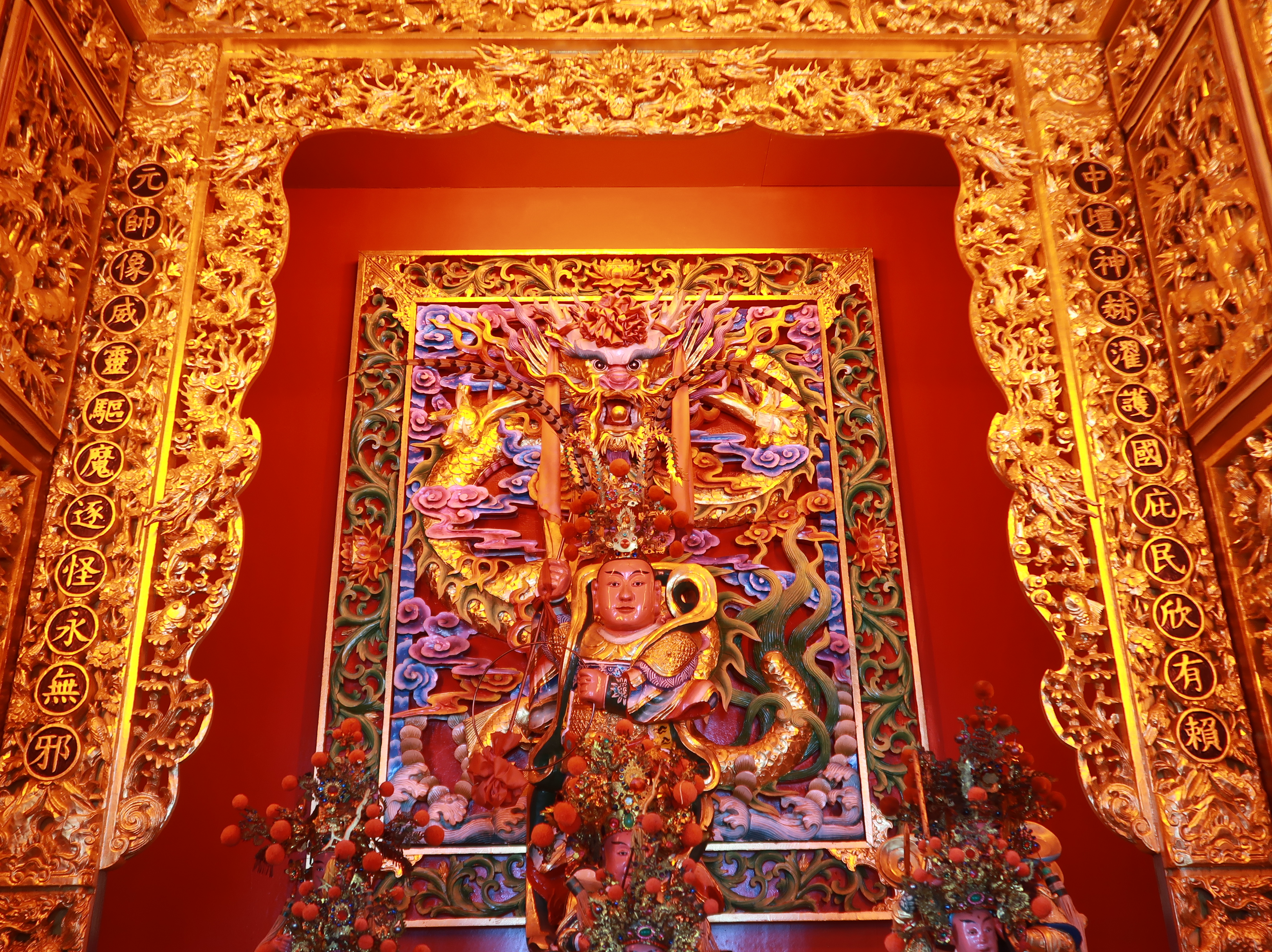
太子爺公像
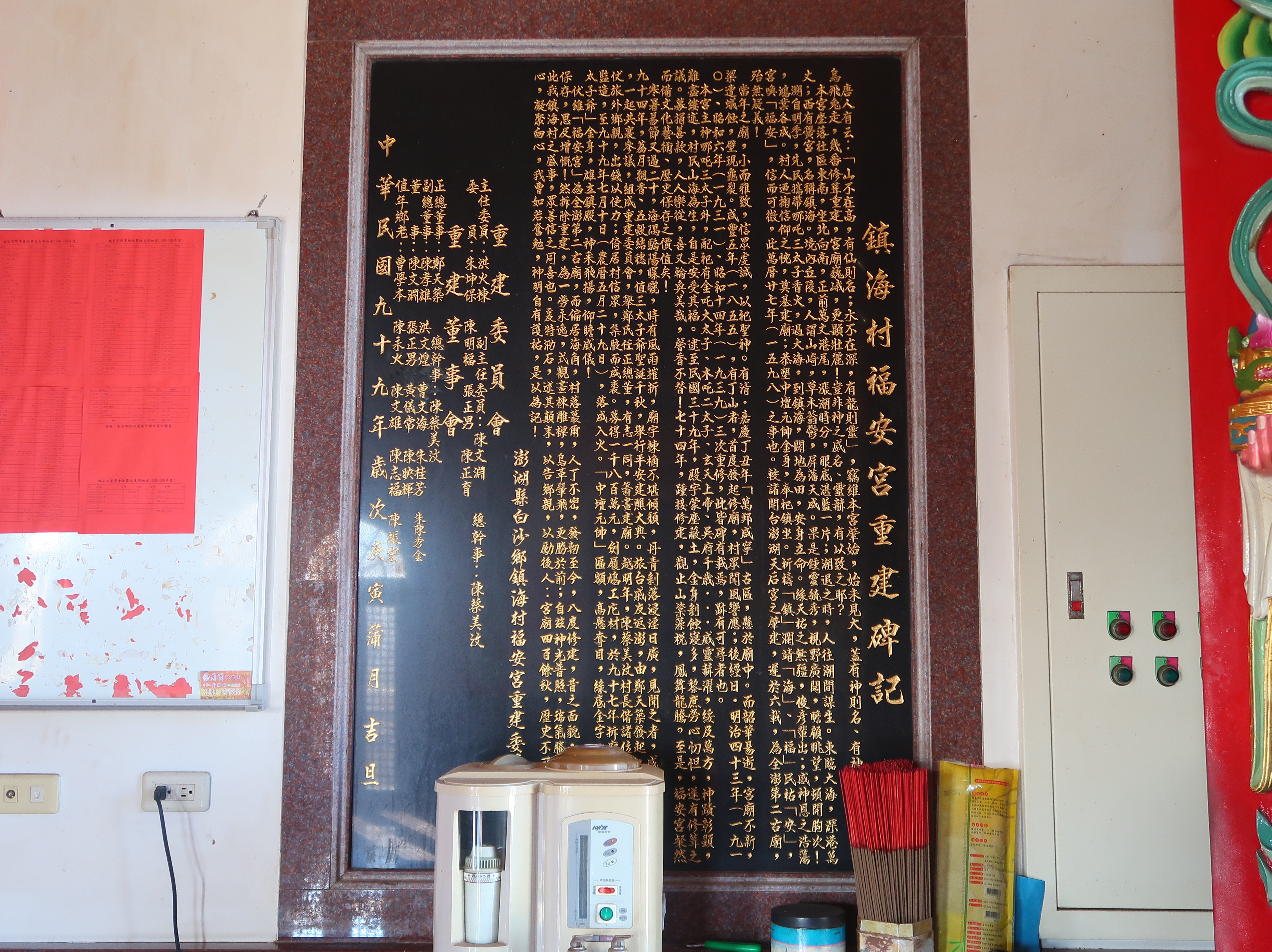
鎮海村福安宮重建碑記